# 蔭桓
蔭桓，索綽絡氏，滿洲鑲白旗人，清朝官员、進士出身。寶鋆之孙。
光緒十七年，欽賜舉人；光緒二十四年，登進士，授庶吉士。光緒二十九年，任翰林院編修、后任國子監司業。光緒三十四年，賜清門頭等侍衛。